# Gran Prix Internacional del CMLL (2019)
Gran Prix Internacional del CMLL 2019 fue la decimoquinta edición del Gran Prix Internacional del CMLL, un evento de lucha libre profesional producido por Consejo Mundial de Lucha Libre. Tuvo lugar el 30 de agosto de 2019 desde la Arena México en Ciudad de México. Todos los torneos de International Gran Prix han sido un torneo de una noche, siempre como parte de los shows del Viernes Espectacular del CMLL.
Para este torneo de 2019, CMLL atrajo a representantes de Ring of Honor (Matt Taven, Jay Briscoe, Kenny King & Delirious), representantes de The Crash (Luke Hawx & Mecha Wolf y Oracula), ambas promociones que tiene estrecha relación laboral con el CMLL.

## Resultados
- La Jarochita y Marcela derrotaron a Dalys y La Metálica.
  - Jarochita cubrió a Dalys después de un «Gory Bomb».
- Atlantis Jr., Audaz y Flyer derrotaron a  El Hijo del Villano III, Rey Bucanero y Tiger.
- Chamuel derrotó a Microman por descalificación.
  - Chamuel fue descalificado tras despojándole su máscara.
  - Después de la lucha, Microman reta a Chamuel a un lucha de máscara vs. máscara.
- Nueva Generación Dinamita (El Cuatrero & Sansón) y Templario derrotaron a Los Hermanos Chavez (Ángel de Oro & Niebla Roja) y Valiente.
- Ciber the Main Man, Gilbert el Boricua y Titán derrotaron a Carístico, Místico y Último Guerrero.
  - Man cubrió a Guerrero después de un «Low Blow» aplicado por Boricua.
- Volador Jr. ganó el torneo del Gran Prix Internacional del CMLL.
  - Volador eliminó finalmente a Negro Casas, ganando la lucha.
  - Como resultado, Team México derrotaron a Team Estados Unidos y Puerto Rico.
  - Originalmente, Mark Briscoe iba a ser el representante de Team Estados Unidos y Puerto Rico, pero fue reemplazado por Delirious debido una lesión.